# Micronychia minutiflora
Micronychia minutiflora är en sumakväxtart som först beskrevs av Joseph Marie Henry Alfred Perrier de la Bâthie, och fick sitt nu gällande namn av Randrian. & Lowry. Micronychia minutiflora ingår i släktet Micronychia och familjen sumakväxter. Inga underarter finns listade i Catalogue of Life.